# Leopold Eckhart (Politiker, 1900)
Leopold Eckhart (* 31. Jänner 1900 in Altenberg; † 28. November 1974 in Zeiselmauer) war ein österreichischer Politiker (SPÖ) und Eisenbahner. Eckhart war von 1949 bis 1954 und von 1957 bis 1959 Abgeordneter zum Landtag von Niederösterreich.
Eckhart besuchte die Volksschule und absolvierte danach eine Lehre als Maurer. Er trat 1916 in den Dienst der Eisenbahn und absolvierte 1918 den Militärdienst. Er war in der Folge Mitarbeiter der ÖBB und engagierte sich in der Gewerkschaft. 1949 wurde gegen ihn ein Gerichtsverfahren wegen politischer Betätigung eröffnet. Nach seiner Pensionierung 1947 vertrat Eckhart die SPÖ vom 5. November 1949 bis zum 10. November 1954 und vom 24. Oktober 1957 bis zum 10. April 1959 in Niederösterreichischen Landtag. Zudem war er von 1945 bis 1970 Bürgermeister von Zeiselmauer.